# Lijsten van diersoorten
Lijsten van diersoorten is een overzicht van lijsten met op alfabetische volgorde per groep de in de Wikipedia beschreven diersoorten.
Dit is gedaan volgens de systematiek hieronder:
- De lijsten zijn opgesteld volgens een taxonomische, ecologische en/of geografische indeling. Overlap tussen verschillende lijsten is mogelijk. In sommige lijsten zijn (vrijwel) uitsluitend soorten opgenomen die een eigen lemma hebben. In sommige gevallen worden meerdere verwante soorten in een enkel lemma beschreven.
- Gezien het grote aantal diersoorten zullen de meeste lijsten niet uitputtend zijn. Het aantal diersoorten wordt geschat op 7,77 miljoen, waarvan in 2011 zo'n 12% geldig beschreven was, minder dan 1 miljoen dus. Vooral van dieren die in het water leven en van kleine dieren is nog maar een klein deel beschreven.[1]
- Elk Wikipedia-artikel over een diersoort is gecategoriseerd in een passende taxonomische rang, die onderaan de betreffende pagina te vinden is. De lezer kan zijn weg zoeken via dit categoriesysteem.

## Gewervelde dieren
- Lijst van amfibieën
  - Nederlandse Rode Lijst (amfibieën)
- Lijst van reptielen
  - Nederlandse Rode Lijst (reptielen)
- Lijst van vissen
  - Lijst van zoetwatervissen in de Benelux
  - Nederlandse Rode Lijst (vissen)
  - Lijst van tropische zoetwateraquariumvissen
- Lijst van vogels (wetenschappelijk)
  - Lijst van vogels (alleen bestaande lemma's)
  - Lijst van roofvogels
  - Nederlandse Rode Lijst (vogels)
  - Lijst van vogels in de Benelux
- Lijst van zoogdieren
  - Nederlandse Rode Lijst (zoogdieren)
  - Lijst van zoogdieren in Europa

## Ongewervelde dieren
Ongewervelde dieren zijn bijvoorbeeld insecten, die hebben geen botten. Er bestaat geen overkoepelende lijst van geleedpotigen of insecten, omdat deze onhanteerbaar zou worden. Ter illustratie: alleen al de vlinders omvatten meer dan honderd families. Over een daarvan, de familie van de spinneruilen, heeft de Nederlandse Wikipedia anno 2018 artikelen over bijna 24.000 soorten in meer dan duizend geslachten.
- Lijst van libellen (gerangschikt naar wetenschappelijke naam)
  - Lijst van libellen en waterjuffers in Nederland
  - Nederlandse Rode Lijst (libellen)
- Lijst van vlinders (alleen bestaande lemma's)
  - Nederlandse Rode Lijst (dagvlinders)
- Lijst van rechtvleugeligen in België en Nederland
- Lijst van bijen in Nederland
- Lijst van mieren in Nederland
- Nederlandse Rode Lijst (bijen)
- Lijst van Mollusca (wetenschappelijke soortnamen)
- Lijst van weekdieren (soortnamen in het Nederlands)
- Lijst van landmollusken in Nederland, België en Luxemburg (incl. fossiele soorten)
- Lijst van zoetwatermollusken in Nederland, België en Luxemburg (incl. fossiele soorten)
- Lijst van parasieten bij de mens

## Uitgestorven dieren
- Lijst van uitgestorven dieren
  - Lijst van dinosauriërs